# Drosera glanduligera
Drosera glanduligera,  es una especie de planta carnívora perteneciente a la familia Droseraceae que es originaria de Australia.

## Descripción
Es una planta que alcanza un tamaño de 2,5-6 cm  de altura y crece en la mayoría de las condiciones del suelo. Produce flores de color naranja, de agosto a noviembre.  Es la única especie de subgénero Coelophylla, que Jan Schlauer elevó a rango de sección en 1996; fue descrito originalmente por Jules Émile Planchon en 1848.
El mecanismo de captura de esta especie es única, ya que combina características tanto de papel matamoscas y trampas de resorte; se ha denominado una trampa-catapulta de papel matamoscas. Los insectos no voladores activan esta catapulta cuando ciertas células vegetales se rompen.  A continuación, este proceso no puede ser repetido hasta que la planta hace crecer nuevos tentáculos.

## Taxonomía
Drosera glanduligera fue descrita por Johann Georg Christian Lehmann y publicado en Novarum et Minus Cognitarum Stirpium Pugillus 8: 37. 1844.
glanduligera: epíteto latíno
Sinónimo
- Drosera patellifera Planch.